# Roger Laboureur
Pour les personnes ayant le même patronyme, voir Laboureur (homonymie).
 (juin 2021).
Si vous disposez d'ouvrages ou d'articles de référence ou si vous connaissez des sites web de qualité traitant du thème abordé ici, merci de compléter l'article en donnant les références utiles à sa vérifiabilité et en les liant à la section « Notes et références ».
Roger Laboureur est un journaliste sportif belge de la RTBF né le 13 juillet 1935 à Andenne.
Il réside depuis longtemps à Andenne. 
Roger Laboureur a été le commentateur de nombreux matches de football, notamment lors de la Coupe du monde de football de 1986 où ses « GOAAAL ! » lors des buts marqués par l'équipe nationale belge sont restés en mémoire de nombreux téléspectateurs.
Ce fut une personne très appréciée, notamment grâce à sa sociabilité et à sa gentillesse.
Roger Laboureur est aujourd'hui retraité.